# مصرف تينكوف
مصرف تينكوف أو بنك تينكوف (بالروسية: Тинькофф банк) (ضلّ حتى 1 يناير 2015 مسمى أنظمة تينكوف للإئتمان (بالروسية: Тинькофф Креди́тные Систе́мы)) هو مصرف تجاري روسي يركز بالكامل على الخدمات المصرفية عن بُعد مع عدم وجود فروع تجزئة وهو أكبر مصرف على الإنترنت في العالم من حيث عدد العملاء (اعتباراً من أغسطس 2019). يقع المقر الرئيسي للمصرف في موسكو.
منذ أكتوبر 2020 احتل المصرف المرتبة 16 من حيث الأصول و 14 من حيث حقوق الملكية بين المصارف الروسية. إضافة لحصوله على تصنيفات طويلة الأجل من «BB-» من وكالة فيتش للتصنيف، و "B1" من وكالة مودز.
اعتبارًا من سبتمبر 2020 احتل المصرف المرتبة الثالثة بين البنوك الروسية في قطاع منتجات التجزئة من حيث الطلب بين السكان.
في أكتوبر 2021 أدرجَه المصرف المركزي للاتحاد الروسي في قائمة المؤسسات الائتمانية المهمة على مستوى النظام بسبب نموه في السوق وحجم قاعدة العملاء.